# Gerhard Strittmatter
Gerhard Strittmatter (né le 27 juin 1961 à Böblingen) est un coureur cycliste allemand. Il a notamment été champion du monde de poursuite par équipes en 1983.

## Biographie
Lors des championnats du monde de cyclisme sur piste de 1982, à Leicester, Gerhard Strittmatter, Roland Günther, Axel Bokeloh et Michael Marx sont médaillés d'argent de la poursuite par équipes. L'année suivante, l'équipe ouest-allemande composée de Strittmatter, Marx, Günther et Rolf Gölz est championne du monde.
En lice pour une sélection aux Jeux olympiques de 1984, Strittmatter se blesse. Afin de récupérer plus rapidement, il obtient, d'après la fédération cycliste allemande, un produit anabolisant interdit auprès d'Armin Klümper. Il est contrôlé positif à ce produit et écarté de la sélection pour les Jeux olympiques.

## Palmarès sur piste

### Championnats du monde
- 1979
  -  Médaillé de bronze de la poursuite par équipes juniors
- Leicester 1982
  -  Médaillé d'argent de la poursuite par équipes
- Zurich 1983
  -  Champion du monde de poursuite par équipes (avec Rolf Gölz, Michael Marx et Roland Günther)

### Championnats nationaux
- Champion d'Allemagne de l'Ouest de l'américaine (avec Reinhard Alber)

## Palmarès sur route
- 1984
  - Prologue du Tour du Vaucluse